# Hemelwater (Erick de Lyon)
Hemelwater is toegepaste kunst on Amsterdam-Oost.
Erick de Lyon ontwierp het voor de 140 meter lange voorgevel van twee gecombineerde nieuwbouwcomplexen aan de Vrolikstraat 331-395 in Amsterdam (1999). (BAG-viewer heeft als opleverdatum 1999). De hemelwaterafvoeren zouden oorspronkelijk weggewerkt worden achter de gevel. De kunstenaar kwam in overleg met de architecten M3H overeen sommige daarvan op verschillende en op het oog willekeurige plaatsen buiten de gevel te hangen. De Lyon ontwierp chromen hemelwaterafvoeren en verzamelbekkens. De Lyon hoopte hiermee te bereiken dat het oog van de kijker de hemelwaterafvoeren naar boven en dus open lucht zou leiden in plaats van naar de nauwe straat. De Lyon liet zich daarbij inspireren door de nog aanwezige oude panden met hun balkons, dakgoten en hijsbalken, die op hem hetzelfde effect hadden. In de verzamelbekkens blijft water staan, dat bij inkomend zonlicht het licht alle kanten op weerkaatst. 
Erick de Lyon heeft in Amsterdam Nieuw-West het Sisyfusgemaal ontworpen.